# Max Mangold
Max Mangold (Pratteln, 8 maggio 1922 – 3 febbraio 2015) è stato un linguista tedesco d’origine svizzera.
Già professore di fonetica, fonologia e linguistica teorica nell'università della Saarland, con sede a Saarbrücken (Germania), è noto soprattutto come fonetista e come poliglotto.
Max Mangold (pronuncia tedesca /ˈmaks ˈmaŋɡɔlt/) fu responsabile delle trascrizioni fonetiche (o fonematiche) di molti dizionari e altri repertori. In Italia, dette un contributo alla redazione del Dizionario d’ortografia e di pronunzia, fin dalle sue prime edizioni cartacee. Ma la sua opera più nota e prestigiosa è il dizionario di pronuncia della casa editrice Duden di Mannheim, uscito in sei edizioni dal 1962 al 2005. In esso il Mangold, oltre a descrivere la pronuncia tipo del tedesco (nella prima edizione, facendo riferimento alla Bühnenaussprache, o “pronuncia della scena”, codificata da Theodor Siebs, nelle successive a un modello modernizzato), dà, con esattezza, sobrietà e chiarezza esemplari, la trascrizione della pronuncia di parole appartenenti a un alto numero di lingue anche esotiche (perlopiù non in una forma adattata al sistema fonetico tedesco, ma nella forma propria della lingua originale).
Tra i suoi interessi linguistici furono anche l'esperanto, il latino e il sanscrito, i dialetti tedeschi (in particolare quelli della Saarland e della Renania-Palatinato), le lingue a rischio d'estinzione. Era inoltre appassionato di geografia e cartografia.
Noto come poliglotta, il Mangold parlava scorrevolmente molte lingue. Interrogato (nel 1992) sul numero di quelle che parlava, egli rispose “quindici”, aggiungendo scherzosamente d'aver bisogno di qualche settimana per perfezionare la conoscenza d'altre quindici. Ma, oltre a queste almeno trenta lingue, il Mangold ne aveva studiate, per conoscerne la grammatica e particolarmente la pronuncia, molte altre. Coltivò con predilezione l'italiano.
Nel 1953-1954, durante le trattative per l'armistizio che pose fine alla guerra di Corea, il Mangold lavorò, sul teatro dei combattimenti, come interprete per le Nazioni Unite.
Dopo essersi addottorato con Walther von Wartburg, ottenne nel 1957 una cattedra a Saarbrücken, dove seguitò a insegnare per più di trent'anni.